# 內里山
45°43′00″N 7°49′09″E / 45.71673°N 7.81926°E

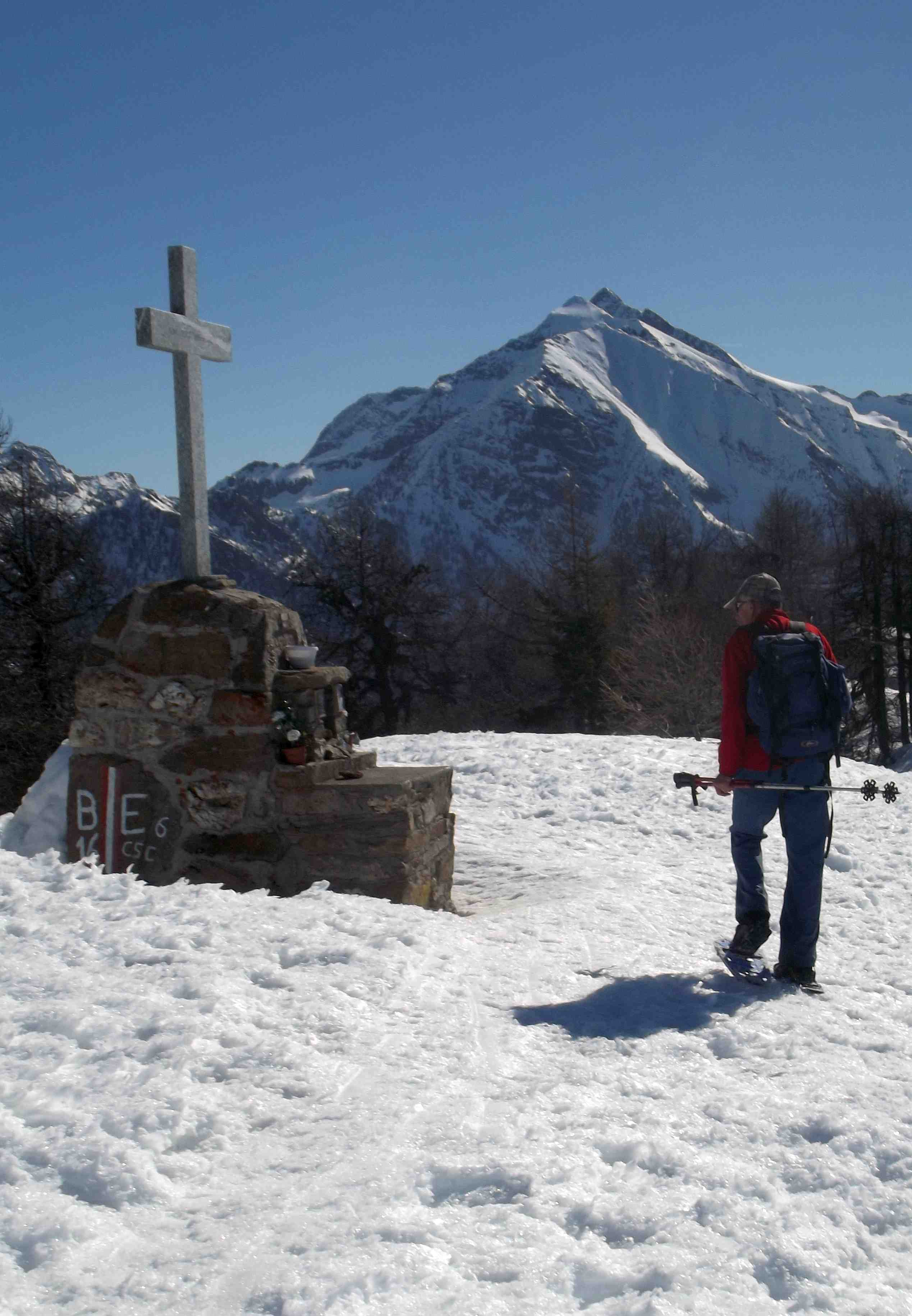

內里山（義大利語：Monte Néry），是意大利的山峰，位於該國西北部，由瓦萊達奧斯塔大區負責管轄，屬於本寧阿爾卑斯山脈的一部分，海拔高度3,075米，人類在1873年10月2日首次登上該山峰。